# Uroleucon obscuricaudatum
Uroleucon obscuricaudatum är en insektsart som först beskrevs av Olive 1965.  Uroleucon obscuricaudatum ingår i släktet Uroleucon och familjen långrörsbladlöss. Inga underarter finns listade i Catalogue of Life.